# Spinozotroctes
Spinozotroctes is een kevergeslacht uit de familie van de boktorren (Cerambycidae). De wetenschappelijke naam van het geslacht werd voor het eerst geldig gepubliceerd in 2007 door Tavakilian & Néouze.

## Soorten
Spinozotroctes omvat de volgende soorten:
- Spinozotroctes seraisorum Tavakilian & Néouze, 2007
- Spinozotroctes thouvenoti Tavakilian & Néouze, 2007